# Municipio de Union (condado de Lee)
El municipio de Union (en inglés: Union Township) es un municipio ubicado en el condado de Lee en el estado estadounidense de Arkansas. En el año 2010 tenía una población de 274 habitantes y una densidad poblacional de 2,19 personas por km².

## Geografía
El municipio de Union se encuentra ubicado en las coordenadas 34°52′00″N 90°44′26″O / 34.86667, -90.74056. Según la Oficina del Censo de los Estados Unidos, el municipio tiene una superficie total de 125.13 km², de la cual 123,94 km² corresponden a tierra firme y (0,95 %) 1,19 km² es agua.

## Demografía
Según el censo de 2010, había 274 personas residiendo en el municipio de Union. La densidad de población era de 2,19 hab./km². De los 274 habitantes, el municipio de Union estaba compuesto por el 39,05 % blancos, el 60,22 % eran afroamericanos, el 0,36 % eran amerindios y el 0,36 % eran de una mezcla de razas. Del total de la población el 0,36 % eran hispanos o latinos de cualquier raza.